# Gustav Senfft von Pilsach
Friedrich Gustav Adolf Senfft von Pilsach (* 25. Dezember 1790 in Lützen; † 11. Februar 1867 in Dresden) war ein königlich-sächsischer Generalleutnant.

## Leben
Zur militärischen Karriere war er bereits durch seine Familie prädestiniert. 1805 wurde Gustav Senfft von Pilsach zum Unterleutnant ernannt. Bis zu seinem Abschied 1847 erklomm er die Karriereleiter bis zum Generalleutnant der Kavallerie. In dieser Zeit war er Adjutant seines Vaters in der Schlacht von Jena und Auerstedt, nahm später am Russlandfeldzug teil, auf dem er acht Finger verlor. In den Jahren 1825/1826 war er Adjutant des späteren Königs Johann, 1843/1844 erhielt er den Posten des Gouverneurs von Dresden.

## Familie
Er stammte aus dem Uradelsgeschlecht Senfft von Pilsach und ist der Sohn des Generalmajors Friedrich Senfft von Pilsach (1741–1822) und der Luise Karoline von Dieskau (1765–1824). Seine Vornamen erhielt er in Erinnerung an den König Gustav Adolf von Schweden, der 1632 bei Lützen den Tod fand.
Gustav Senfft von Pilsach heiratete in Baumersroda Luise Henriette Sophie Gräfin von der Schulenburg (1790–1854), Tochter des Grafen Heinrich Moritz von der Schulenburg-Heßler und der Erdmuthe Henriette Gräfin von Bünau. Aus dieser Ehe gingen sieben Kinder (vier Söhne und drei Töchter) hervor, darunter der General der Kavallerie Adolf Senfft von Pilsach (1816–1897), der General der Kavallerie Hugo Senfft von Pilsach (1821–1903), und der Oberst und königlich-sächsische Oberstallmeister Clemens Senfft von Pilsach (1827–1878).